# Пярн, Прийт Рудольфович
Прийт Рудольфович Пярн (эст. Priit Pärn, 26 августа 1946, Таллин) — советский, эстонский художник, кинорежиссёр и сценарист, работает в анимационном кино.

## Биография
Закончил биологический факультет Тартуского государственного университета (1970). Работал младшим научным сотрудником в Таллинском ботаническом саду, художником и режиссёром на киностудии Таллинфильм, с 1994 года — режиссёр киностудии Eesti Joonisfilm.
С 1994 года преподает в Художественной академии Турку.

## Творчество
Фильмы Пярна отличаются склонностью к гротеску и чёрному юмору.

## Фильмография
- 1977 — Круглый ли земной шар
- 1979 — Зелёный медвежонок (специальная премия МКФ в Варне; 13 ВКФ в Душанбе, 1980)
- 1980 — Некоторые упражнения для самостоятельной жизни
- 1982 — Треугольник
- 1984 — Time out; в советском прокате — Небылицы (первая премия на Международном фестивале анимационного кино в Эшпинью)
- 1987 — Завтрак на траве (Первая премия Всесоюзного кинофестиваля, премия Ника, премия за лучший мультфильм на МКФ в Мельбурне, Главная премия Загребского международного фестиваля анимационного кино, главная премия на международном фестивале короткометражных фильмов в Тампере)
- 1988 — Уходя, гасите свет (соц. реклама, 1 мин.)
- 1991 — Отель "Е"
- 1995 — 1895 (Эстония/Финляндия/Великобритания, вместе с Ж. Полдма; премия Международного фестиваля анимационного кино в Оттаве, премия Ассоциации кинокритиков на Загребском международном фестивале анимационного кино)
- 1995 — Делисс (Эстония)
- 1996 — Абсолют Пярн (Эстония)
- 1997 — Free action (Эстония)
- 1998 — Ночь морковок (Эстония, Серебряный голубь Лейпцигского КФ, Большая премия Международного фестиваля анимационного кино в Оттаве)
- 1999 — Remix (Эстония)
- 2002 — Франк и Венди (Эстония, вместе с Ю. Пикковым)
- 2003 — Карл и Мерилин (Эстония/Финляндия), специальная премия жюри на Загребском международном фестивале анимационного кино)
- 2008 — Жизнь без Габриэллы Ферри
- 2010 — Divers In The Rain (Водолазы под дождем, совместно с Ольгой Пярн)

## Выставки
Выставки графики Пийта Пярна многократно проходили в Эстонии, Финляндии, Германии, Норвегии, Дании, Исландии, Бельгии, Франции, Швейцарии, Голландии.

## Признание
Орден Белой звезды III степени (1999).
Премия АСИФА за жизненное свершение (2002).
Лауреат Национальных премий Эстонии в области культуры (1996; 2015; 2023).